# Carbacanthographis inspersa
Carbacanthographis inspersa är en lavart som beskrevs av Staiger. Carbacanthographis inspersa ingår i släktet Carbacanthographis och familjen Graphidaceae.   Inga underarter finns listade i Catalogue of Life.